# 도요사카촌 (교토부)
도요사카촌(일본어: 豊栄村)은 일본 교토부 다케노군에 설치되었던 촌이다. 현재의 교탄고시에 해당한다.

## 역사
- 1922년 12월 1일 - 도쿠미쓰촌, 야기촌이 합병해 다케노군 도요사카촌이 성립하였다.
- 1955년 2월 1일 - 다이자정,다카노촌, 가미우카와촌,시모우카와촌과 합병해, 단고정이 성립, 동일 도요사카촌은 폐지되었다.

## 참고문헌
- 「角川日本地名大辞典」編纂委員会『角川日本地名大辞典 26 京都府』角川書店、1982年